# Teo and Friends
Teo and Friends (３丁目のタマ うちのタマ知りませんか？?, Sanchome no Tama: uchi no Tama shirimasen ka?) è un anime prodotto nel 1993 in 35 episodi dallo studio di animazione Group TAC e trasmesso a partire da agosto dello stesso anno. L'edizione italiana trasmessa su Italia 1 è stata prodotta a partire da quella inglese di 26 episodi, rimontati dagli originali 35 giapponesi. Una serie di corti omonima è andata in onda da ottobre 2016.

## Doppiaggio
| Personaggio | Doppiatore originale | Doppiatore italiano |
| ----------- | -------------------- | ------------------- |
| Teo         | Hiroko Kasahara      | Monica Bonetto      |
| Tiggle      | Kae Araki            | Loredana Nicosia    |
| Doozle      | Tetsuya Iwanaga      | Debora Magnaghi     |
| Momo        | Hekiru Shina         | Federica Valenti    |
| Rockney     | Chika Sakamoto       | Irene Scalzo        |
| Bull        | Taro Orakawa         | Claudio Moneta      |
| Emi         | Yuri Shiratori       | Adriana Libretti    |

## Sigla
La sigla italiana, usata in apertura e in chiusura, intitolata Teo and Friends è scritta da Graziella Caliandro, Stefania Camera e Fulvio Griffini ed è interpretata da Cristina D'Avena. Oltre gli stessi Griffini e Camera, i coristi sono: il cantautore Renato Pareti, Cristina Paltrinieri e il coro Accademia New Day diretto dalla stessa Paltrinieri: tutti i coristi (incluso Pareti) cantano la parte di testo in inglese.